# Emil Kowalski

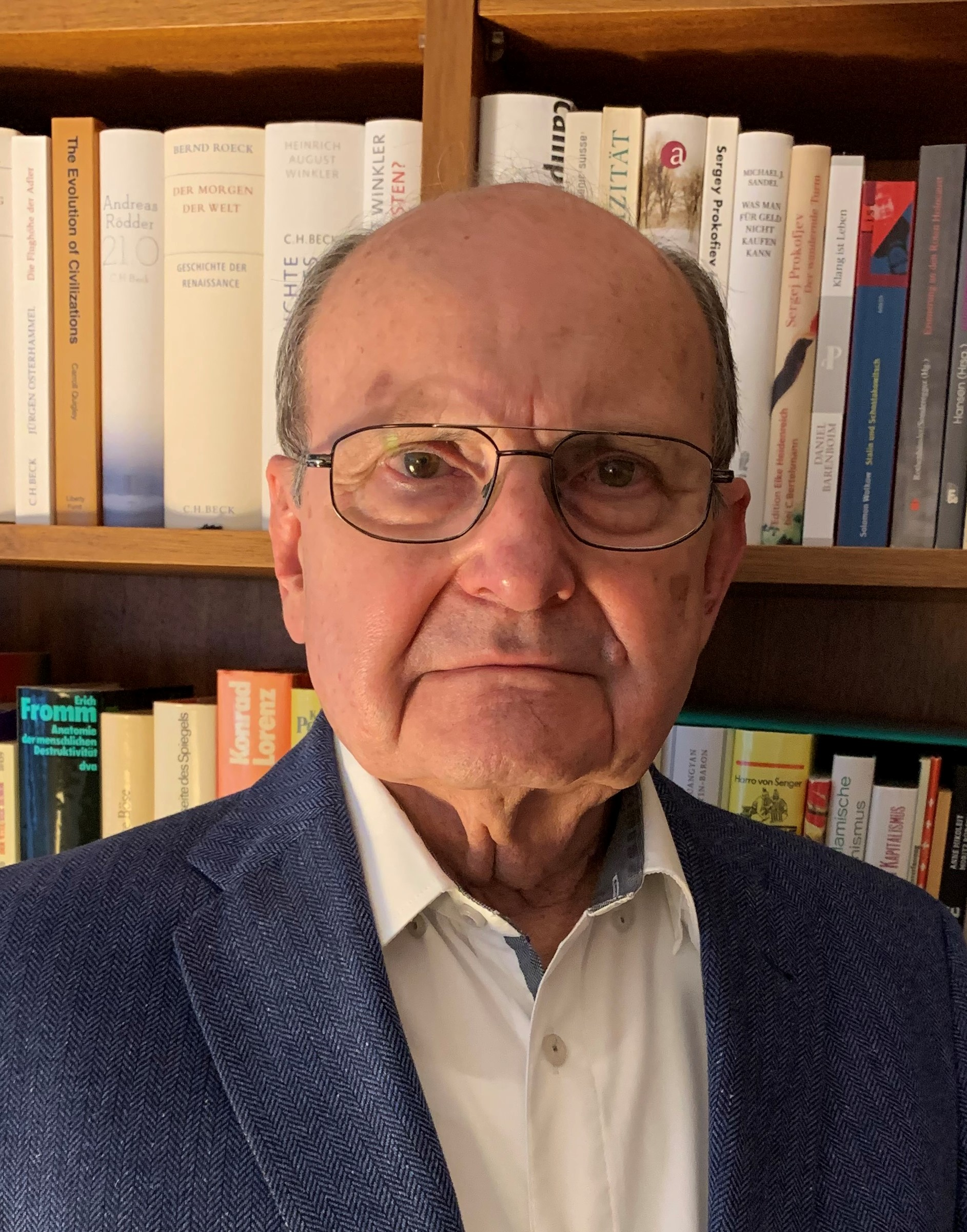
Emil Kowalski 2019

Emil Kowalski (* 23. November 1937 in Hradec Králové, Tschechoslowakei; heimatberechtigt in Cham ZG) ist ein Schweizer Physiker und Autor.

## Leben und Werk
Kowalski wuchs in Bratislava auf wo er die Grundschule besuchte. Das Gymnasialstudium schloss er in Nitra 1955 mit dem Abitur ab. Das Hochschulstudium in Physik begann er an der Komenius-Universität in Bratislava und setzte es ab 1957 an der Fakultät für Kernphysik an der Technischen Hochschule Dresden fort. Er emigrierte 1960 in die Schweiz. Dort arbeitete er zunächst während zwei Jahren als Entwicklungsingenieur in der kernphysikalischen Abteilung der Firma Landis & Gyr in Zug. Von 1962 bis 1967 folgte eine Tätigkeit als Assistent am Institut für Angewandte Physik der Universität Bern, wo er 1965 zum Doktor der Philosophie (Dr. phil. II) promovierte. Seine durch Vorlesungen über Elektronik in der Kernphysik erworbenen Kenntnisse baute er zu einer ersten umfassenden Publikation Nuclear Electronics aus, welche als Habilitationsschrift durch die Universität Bern anerkannt wurde. Es handelt sich um eine Monografie über Elektronikschaltungen und Instrumente zur Messung ionisierender Strahlung.
Kowalski trat 1967 wieder in die Firma Landis & Gyr ein. In der Folge übernahm er die Führung des Produktbereichs Industrielle Prozesssteuerung, welcher unter seiner Leitung in Richtung grosser rechnergeführter Anlagen ausgedehnt wurde.
Ab 1977 bis 1982 wirkte er als Direktor des Geschäftsbereiches Steuer- und Regelungstechnik der CMC Carl Maier & Cie AG, zuletzt als Mitglied der Geschäftsleitung.
Seine Industrieerfahrungen führten zur Publikation kritisch-sarkastischer Betrachtungen gängiger Managementtheorien in seinem Buch Management durch Fehlentscheidungen, welches in der Frankfurter Allgemeinen Zeitung gekennzeichnet wurde als: Was Cyril Northcote Parkinson für die öffentliche Verwaltung, das wird künftig Emil Kowalski für die Wirtschaft sein.
Die problematische Beziehung der Allgemeinheit zu ihrer technischen Zivilisation beschreibt er im Werk Die Magie der Drucktaste, welches er mit einem Zitat von Karel Čapek einleitet: Ist die Zivilisation etwas anderes als die Fähigkeit, Dinge zu gebrauchen, die sich andere ausgedacht haben? Kowalski stellt fest, dass häufig das Verständnis der Aussenwelt eigentlich nur bis zur Drucktaste und der dadurch ausgelösten Applikation reicht. Vierzig Jahre später griff Kowalski dieses Thema in seinem Werk Dummheit, eine Erfolgsgeschichte wieder auf und erweiterte es um Konsequenzen für die westliche industrielle Zivilisation in Zusammenhang mit der Politik. Der Buchtitel leitet sich von der Auffassung Kowalskis ab, dass westliche Staaten einen geeigneten Umgang mit kollektiver Ignoranz gefunden hätten. Davon erschien eine zweite, aktualisierte und erweiterte Auflage.
Kowalski befasste sich auch mit der Einschätzung neuer Techniken. Die Veröffentlichung Möglichkeit und Grenzen des Technology Assessments wurde im Rahmen des Zentrums für Technologiefolgen-Abschätzung (heute TA-Swiss) durchgeführt. Kowalski gehörte seit Gründung dem Lenkungsausschuss dieses Gremiums an. Später erschien sein überarbeitetes und ergänztes Buch unter dem Titel Technology Assessment (TA). Darin gibt er eine Übersicht über die Entstehung von TA in verschiedenen Ländern. TA hat die Aufgabe, verfügbare Technologien und deren voraussichtlichen Chancen und Risiken Nicht-Fachkundigen zu erklären und zur öffentlichen Meinungsbildung und damit zu rationalen politischen Entscheiden beizutragen. Ein Schwerpunkt widmet sich den entsprechenden Vorhaben in der Schweiz.
Ab 1982 folgte sein zwanzigjähriger Einsatz für die dauerhafte Entsorgung schwach- und mittelradioaktiver Abfälle bei der schweizerischen Nationalen Genossenschaft für die Lagerung radioaktiver Abfälle (NAGRA), zunächst als Berater, dann nach 1984 als Mitglied der Geschäftsleitung. Insbesondere war er Leiter des Endlager-Projekts Wellenberg in Kanton Nidwalden. Nach umfassenden Abklärungen und dem grundsätzlichen Einverständnis der zuständigen Bundesbehörden und des Kantons wurde jedoch diese Standortwahl in kantonalen Volksentscheiden 1996 und nochmals 2002 abgelehnt.
Kowalski setzte sich neben seiner beruflichen Tätigkeit mit der gesellschaftlichen Problematik der Nutzung moderner Technologien und den damit zusammenhängenden soziopolitischen Fragen auseinander. Unsere Demokratie ist nach seiner Auffassung nicht selbstverständlich und kann leicht in eine Gefahrenlage geraten. Der Verletzlichkeit der liberalen Demokratie geht Kowalski in seinem Werk Liberté, Egalité, Fragilité: Über die Zerbrechlichkeit der Demokratie nach. Es gibt markante geschichtliche Beispiele von Stimmbürgern, welche ihre Wahlfreiheit zur Abschaffung einer Demokratie einsetzten. In einer Demokratie mit funktionierender Rechtsstaatlichkeit sind alle Bürger vor dem Gesetz gleich. Nach Kowalski bestehen jedoch zunehmend Ungleichheiten bezüglich Kenntnisstand in einer komplexer werdenden Welt und wirtschaftlichem Stand in einer Meritokratie. Ein wichtiger Vorteil einer liberalen Demokratie sei, dass Unvollkommenheiten und Fehlentwicklungen korrigiert werden können. Kowalski spricht in diesem Zusammenhang von einem Regelkreis.
Nach Beendigung seiner beruflichen Laufbahn im Jahr 2002 folgte eine Tätigkeit für die Firma Bracher und Partner AG unter der Leitung von Ivo Bracher zur Gestaltung von generationenübergreifendem Wohnen und Altersheimen. Ausserdem setzte er die Erarbeitung weiterer Veröffentlichungen fort.

## Weitere Veröffentlichungen
- 33x Kernenergie: 33 Fragen - Antworten: Schweizer Experten stehen Red und Antwort = 33x énergie nucléaire; 33 questions - réponses; des experts suisses répondent au public. Schweizerische Vereinigung für Atomenergie, 1978.
- 1980er-Jahre: zahlreiche Beiträge für Zeitschriften, insbesondere für die Beilage Technologie und Gesellschaft der Neuen Zürcher Zeitung
- Nachrichtentechnische Entwicklungen als Ursache gesellschaftlicher Veränderungen in Vergangenheit und Gegenwart. Nachrichtentechnisches Kolloquium der Universität Bern 1982/83, Beiträge zur Mathematik, Informatik und Nachrichtentechnik, Band 6, Herbert Lang & Cie, Bern 1983. S. 173–183.
- Die Zeitdimension der Endlagerung radioaktiver Abfälle. In Roland Posner (Hrsg.): Warnungen an die ferne Zukunft. Raben Verlag, München, 1990, S. 17. ISBN 3-922696-65-1
- Von 1991 bis 2005 Beiträge für die Wochenberichte der Bank Julius Bär über eine breite Themenpalette.[12]
- Pathologie des Wohlstands - Bewährungsprobe der liberalen Demokratie. Verlag W. Kohlhammer, Stuttgart 2023, 179 S. ISBN 978-3-17-043444-8. Interview mit Kowalski über dieses Buch bei der Österreichischen Wirtschaftskammer Vorarlberg.[13]